# Veghel
Veghel (anhörenⓘ) ist ein Ort und eine ehemalige Gemeinde im Nordosten der Provinz Noord-Brabant der Niederlande. Zum 1. Januar 2017 wurde Veghel in die Gemeinde Meierijstad eingegliedert. Veghel befindet sich in der Meierij van ’s-Hertogenbosch, einem Gebiet bei ’s-Hertogenbosch (umgangssprachlich Den Bosch, deutsch „Herzogenbusch“) etwa 20 km südöstlich von dieser Stadt und etwa 25 km nordöstlich von Eindhoven. Am 1. Januar 2024 lebten hier 34.455 Einwohner. Veghel wird vom Flüsschen Aa durchflossen. Außerdem ist Veghel durch den Kanal Zuid-Willemsvaart an das europäische Wasserstraßennetz angebunden.
Im Jahre 1971 ging Veghel eine Städtepartnerschaft mit der deutschen Stadt Goch ein.

## Geschichte
Archäologische Funde in der Bauerschaft Havelt datieren die erste Besiedlung in Veghel in das 6. Jahrhundert. Andere Funde stammen aus Eerde und aus dem Gebiet 't Ven. Überreste dieser Siedlungen wurden in Form von Münzen und gallo-römischen Urnen entlang der Aa gefunden. Im Frühmittelalter gehörte Veghel zur Grafschaft Rode (Sint-Oedenrode). Im 13. Jahrhundert fiel Veghel als Teil der Meierij von ’s-Hertogenbosch dem Herzogtum Brabant zu. 1225 wird Veghel als Vehchele zum ersten Mal urkundlich erwähnt. Seit 1310 ist Veghel offiziell eine Gemeinde. In diesem Jahr wurde den Bewohnern von Herzog Johann II. von Brabant das Recht erteilt, Gemeindegrund zu benutzen. Der Nießbrauch der Gemeinde wurde den Herren von Erp verliehen. Diese bewohnten die Burg Frisselsteijn in Veghel.

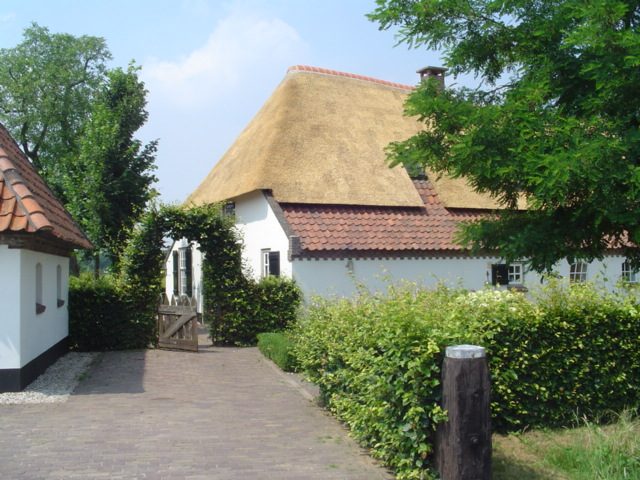
Brabantischer Bauernhof in Veghel

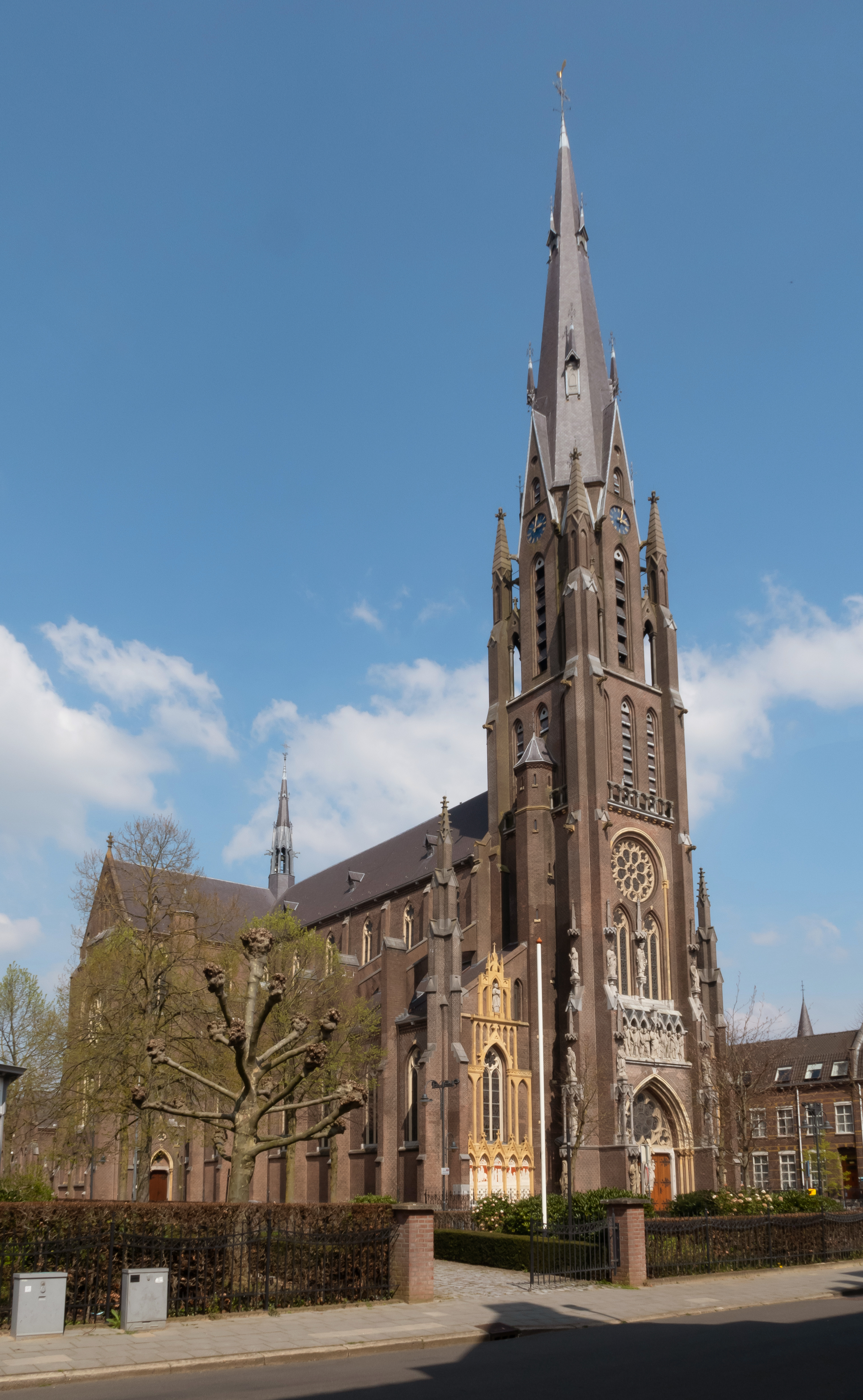
Kirche St. Lambertus

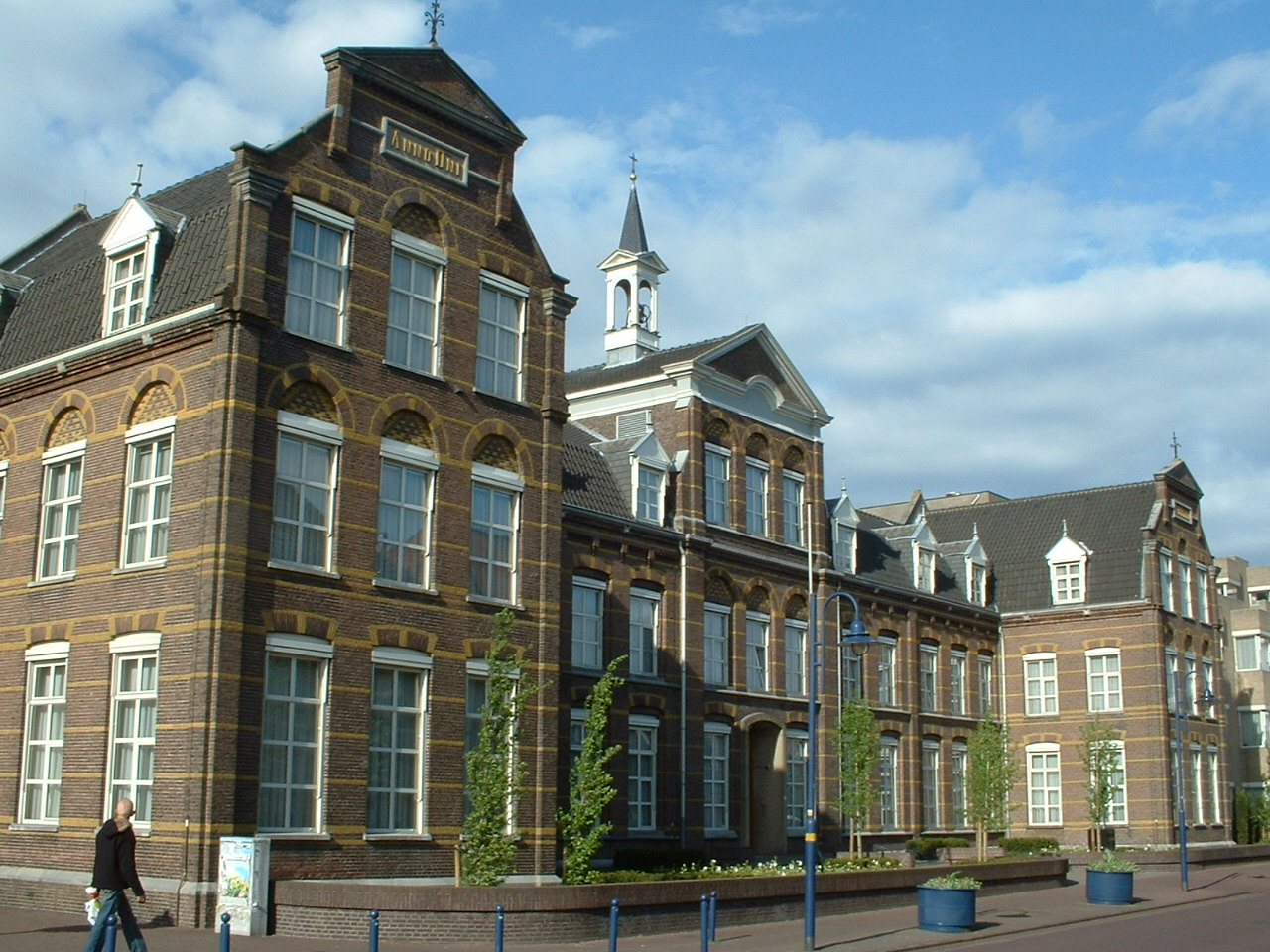
Franziskanerinnenkloster

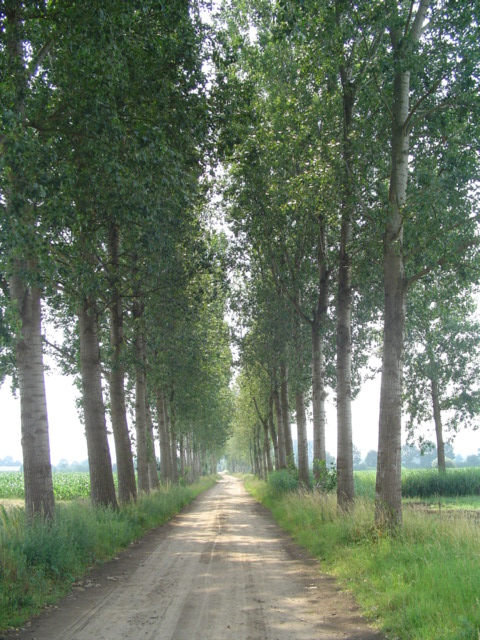
Pappelallee nahe Veghels

Ab dem Jahre 1648 war Veghel Teil der Republik der Sieben Vereinigten Niederlande. Nachdem im Frieden von Münster das Gebiet, in dem sich Veghel befindet, zu einer militärischen Pufferzone für Holland wurde, litt Veghel, wie andere Gebiete der Generalitätslande in Staats-Herzogtum Brabant und Staats-Limburg, unter religiöser und wirtschaftlicher Unterdrückung durch das protestantische Holland. Die Ausübung des katholischen Gottesdienstes wurde verboten und die alte St.-Lambertus-Kirche einer kleinen Zahl protestantischer Beamter übereignet. 1649 errichtete die Bevölkerung Veghels daraufhin eine so genannte Scheunenkirche (schuurkerk) kurz hinter der Landesgrenze auf der Gemarkung Uden, welches zu der Zeit kein Teil Brabants war, sondern zum freien Land der Herrschaft Ravenstein gehörte. Dieses war dem Hause Pfalz-Neuburg untertan. Die Kirche wurde bis zum Franzoseneinfall 1672 nicht nur durch Gemeindemitglieder aus Veghel benutzt, sondern auch durch Katholiken aus Schijndel und Sint-Oedenrode. 1672 erfolgte die Erlaubnis zum Bau einer neuen Scheunenkirche in Veghel selbst. Diese befand sich dort, wo sich heute die Kirche St. Lambertus befindet. Der benötigte Baugrund wurde der katholischen Gemeinde von den Herren der Burg Frisselsteijn überlassen. Erst im Jahre 1795, nach dem Einfall der Franzosen, erhielt Veghel seine Freiheiten zurück und wurde schließlich gleichberechtigtes Mitglied im Königreich der Niederlande.
Als Folge des Baus des Kanals Zuid-Willemsvaart entwickelte sich Veghel ab der zweiten Hälfte des 19. Jahrhunderts von einem bäuerlichen Dorf zu einem Industriestandort. In derselben Periode wurde mit dem Bau der wichtigsten Großgebäude begonnen, so zum Beispiel der neogotischen Kirche St. Lambertus, des alten Rathauses und des Franziskanerinnenklosters. Mit Gründung einer Pädagogischen Hochschule für Grundschullehrer im Jahre 1872 besitzt Veghel eine der ältesten Einrichtungen dieser Art in der Region.
In den 60er Jahren des 19. Jahrhunderts blühten Industrie und Handel auf. Nachdem das Dorf mittels eines einen Kilometer langen Hafens 1825 mit dem Kanal verbunden wurde, nahm besonders der Leinanbau einen großen Aufschwung. Nahezu in jeder Familie wurde Lein angebaut. Außerdem wurde intensiv mit Butter sowie Mastkälbern und anderem Vieh gehandelt. Wegen dieser Handelstätigkeit erhielten die Bewohner Veghels gegen Ende des 19. Jahrhunderts den Beinamen kuus (über die Bedeutung dieses Wortes siehe weiter unten). Mitte des 20. Jahrhunderts siedelten sich mehrere internationale Betriebe in Veghel an. Dies sorgte vor allem im Bereich des Transportwesens und der Logistik für Wachstum.
Gegen Ende des 20. Jahrhunderts wurde durch die Gemeinde das Motto „Veghel Voedingstad“ (Veghel Nahrungsstadt) ersonnen; dies bezieht sich auf die große Zahl ansässiger Nahrungsmittel- und Futterbetriebe.
Während des Ersten Weltkrieges diente Veghel als Zufluchtsort für Flüchtlinge aus Belgien. Diese wurden größtenteils in kirchlichen Gebäuden untergebracht.
Im Mai 1940 wurde Veghel durch Truppen der deutschen Wehrmacht besetzt. Im Rahmen der Operation Market Garden im September 1944 wurde durch General Eisenhower und Feldmarschall Montgomery und den Fallschirmjägern des 2. und 3. Bataillons des 501. Fallschirminfanterieregiments der 101. US-Luftlandedivision die Umgebung von Eerde, südlich von Veghel, sowie das Gebiet nördlich von Veghel als Landeplatz zugewiesen. Sie erhielten die Aufgabe, den so genannten Korridor, der genau durch Veghel verlief, zu erobern und offen zu halten, um dem 30. britischen Armeekorps den Vorstoß in Richtung Nijmegen zu ermöglichen. Im Korridor in Veghel befanden sich die strategisch wichtigen Brücken über den Kanal Zuid-Willemsvaart und die Aa, sowie zwei Eisenbahnbrücken der Boxteler Bahn (Duits Lijntje).
Im weiteren Verlauf der Gefechtshandlungen kam es in und um Veghel zu schweren Kämpfen und Zerstörungen. Deutsche Truppen versuchten, aus Richtung Schijndel über die Boxteler Bahn Veghel zurückzuerobern und die Kontrolle über die Brücken über den Kanal Zuid-Willemsvaart zurückzuerlangen. Dies führte zu schweren Gefechten im Korridor zwischen Veghel und Eerde. Am 26. September 1944 waren die Kämpfe in und um Veghel zugunsten der Alliierten entschieden, worauf der amerikanische Oberst Johnson sein Hauptquartier im Zentrum Veghels aufschlug. Das Gebäude bekam daraufhin den Namen Klondike. Ein Giebelstein mit dem Abzeichen der 101. US-Luftlandedivision an diesem Gebäude erinnert hieran.
Zum 1. Januar 2017 schloss sich Veghel mit den Gemeinden Schijndel und Sint-Oedenrode zur neuen Gemeinde Meierijstad zusammen.

## Administrative Einteilung
Die ehemalige Gemeinde Veghel bestand aus zwei Katastralwohnplätzen: der Wohnplatz Veghel aus einer Mittelstadt (Veghel) mit drei benachbarten Dörfern (Eerde, Mariaheide, Zijtaart) sowie Erp aus einer kleinen Landstadt (Erp) und zwei kleinen Dörfern (Boerdonk, Keldonk). Der niederländischen Statistikbehörde zufolge bestehen diese aus:

### Wohnplätze
Einwohnerzahlen der Wohnplätze:
Quelle: CBS, 2015

### Geschlossene Ortschaften
Einwohnerzahlen der geschlossenen Ortschaften:
Quelle: CBS, 2015

### Weiler
Die folgenden Weiler gehörten zur Gesamtgemeinde Veghel:
Dorshout, Havelt, Doornhoek, Ham, Kempkens, Lagebiezen, Hogebiezen, Dijk, Ven, Driehuizen, Hazelberg, Bolst, De Laren, Dieperskant, Bus, Hurkske, Beukelaar, Heuvel, Heuvelberg, Oudveld, Willebrordushoek en Zondveld, Kraanmeer, Looieind, Morse Hoef, Hoek

## Industriestandort

### Industriegebiete
- Dorshout
- De Dubbelen
- De Amert
- Doornhoek

## Medien
- Brabants Dagblad: Regionale Zeitung, erscheint seit 1770; Lokalteil für Veghel und Uden.
- Stadskrant Veghel: älteste lokale Wochenzeitung ihrer Art in der Region.
- Veghels Nieuwsblad: lokale Wochenzeitung.
- Omroep Brabant: regionaler Fernsehsender mit Radio- und Fernsehstudios in Son en Breugel-Eindhoven.
- Skyline-Radio-TV: lokaler Fernsehsender mit Sendestudio in der ehemaligen Feuerwehrkaserne in Uden.
- StadsTV11: lokales Kabelfernsehen.
- Kliknieuws: im Internet veröffentlichte Variante von StadsTV11.

## Veranstaltungen
- Im November findet der Einzug von Sinterklaas (Sankt Nikolaus) im Hafen von Veghel statt.
- Anfang September findet das Hafenfest statt.
- Mitte September organisiert der Oldtimerclub Aado eine Oldtimerrallye mit Abfahrt und Ankunft in Veghel.
- Im Februar/März wird in Veghel der traditionelle Karneval gefeiert, wobei sich Veghel in das Kuussegat (gat = Loch, Lücke) verändert. Obwohl in großen Teilen Brabants und Limburgs das Wort kuus(j) im Dialekt Schwein bedeutet, ist das Symbol des Karnevals in Veghel ein Kalb, da Veghel im 19. Jahrhundert und Anfang des 20. Jahrhunderts wegen seines Kälbermarktes bekannt war. Am Karnevalssamstag findet ein Umzug von und für Kinder statt, während am Karnevalssonntag ein großer Karnevalsumzug mit Beiträgen von Vereinen und Privatpersonen aus der gesamten Umgebung durch die Straßen zieht.
- Höhepunkt der Karnevalswoche ist das jährliche Vudelfest, es wird gemeinsam durch Veghel und Uden organisiert.
- Mitte/Ende Mai findet alljährlich, an einem Wochenende, das Hardcoretechno Festival "Harmony of Hardcore" (30.000+ Besucher) in Erp statt.[3]

## Sehenswürdigkeiten

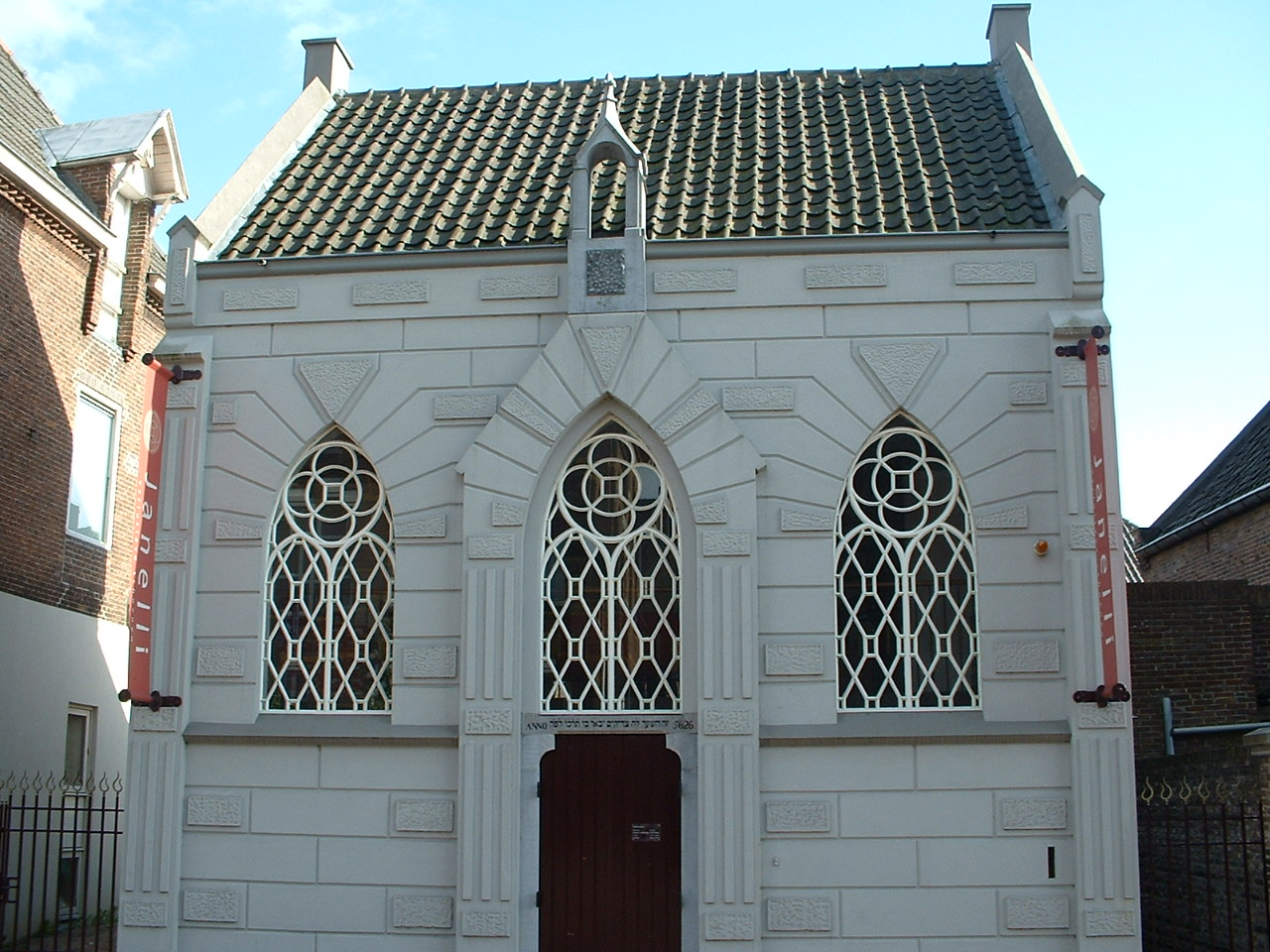
Ehemalige Synagoge

- Neogotische Kirche St. Lambertus, ein wichtiges Frühwerk des Architekten Petrus Josephus Hubertus Cuypers mit Kalvarienberg und Kriegsgräbern.
- Ehemaliges Rathaus im Stil der Neorenaissance.
- Ehemalige neogotische Synagoge.
- Waterstaatkerk der Protestanten
- Kloster der Franziskanerinnen mit Klostergarten und -kapelle.
- Freizeithafen
- Denkmal der 101. US-Luftlandedivision

## Persönlichkeiten
- Paul Rink (1861–1903), Maler
- Ton Smits (1921–1981), Cartoonist
- Karol van Eerd (1938–2022), Unternehmer
- Marcel van de Beeten (* 1959), Jazzgitarrist und Singer-Songwriter
- Harold van der Heijden (* 1960), Redakteur, Schachorganisator und ‑komponist
- Frits van Eerd (* 1967), Unternehmer und Autorennfahrer
- Rein van Duijnhoven (* 1967), Fußballtorwart
- Earnie Stewart (* 1969), Fußballspieler
- Fred van Zutphen (* 1971), Bogenschütze
- Stefan Jansen (* 1972), Fußballspieler
- Christel van Berkel-Verstegen (* 1973), Bogenschützin
- Dillianne van den Boogaard (* 1974), Hockeyspielerin
- Theo Lucius (* 1976), Fußballspieler
- Paul Jans (* 1981), Fußballspieler
- Rob Jetten (* 1987), Politiker
- Annemiek Bekkering (* 1991), Seglerin
- Nora El Koussour (* 1994), Filmschauspielerin
- Joosje Burg (* 1997), Hockeyspielerin
- Karlijn Swinkels (* 1998), Radrennfahrerin